# Saint-Pierrevillers
Saint-Pierrevillers is een gemeente in het Franse departement Meuse (regio Grand Est) en telt 140 inwoners (1999).
De gemeente maakt deel uit van het kanton Bouligny in het arrondissement Verdun. Voor maart 2015 was het deel van het kanton Spincourt, dat toen werd opgeheven.

## Geografie
De oppervlakte van Saint-Pierrevillers bedraagt 10,6 km², de bevolkingsdichtheid is 13,2 inwoners per km².
De onderstaande kaart toont de ligging van Saint-Pierrevillers met de belangrijkste infrastructuur en aangrenzende gemeenten.

## Demografie
Onderstaande figuur toont het verloop van het inwonertal (bron: INSEE-tellingen).

Amel-sur-l'Étang · Arrancy-sur-Crusnes · Billy-sous-Mangiennes · Bouligny · Dommary-Baroncourt · Domremy-la-Canne · Duzey · Éton · Foameix-Ornel · Gouraincourt · Lanhères · Loison · Mangiennes · Morgemoulin · Muzeray · Nouillonpont · Pillon · Rouvres-en-Woëvre · Rouvrois-sur-Othain · Saint-Laurent-sur-Othain · Saint-Pierrevillers · Senon · Sorbey · Spincourt · Vaudoncourt · Villers-lès-Mangiennes
1. ↑  Populations de référence 2022.